# … denn keiner ist ohne Schuld
… denn keiner ist ohne Schuld ist ein US-amerikanisches Filmdrama, das Russell Rouse im Jahre 1965 inszenierte. Das Drehbuch basiert auf einem Roman von Richard Sale. In Deutschland erfuhr der Film seine Kino-Premiere am 12. August 1966. Im Fernsehen erschien der Film auch unter dem Titel Oscar.

## Handlung
Der Schauspieler Frank Fane ist für den Oscar nominiert und erwartet auch, ihn zu gewinnen. Sein alter Freund und Weggefährte Hymie Kelly erinnert sich daran, wie Frank berühmt wurde.
Die beiden Freunde arbeiten am Anfang ihrer Karriere zusammen mit der attraktiven Laurel Scott an einem Kleinstadt-Kabarett. Sie kommen mit der Polizei in Konflikt, als sie fälschlicherweise verhaftet werden. Die drei ziehen nach New York. Dort beginnt Frank seine Karriere rücksichtslos voranzutreiben. Laurel ist von Frank schwanger, was dieser aber nicht weiß. Seine Rücksichtslosigkeit treibt sie zur Mode-Designerin Kay Bergdahl.
Die Schauspiellehrerin Sophie Cantaro wird durch Franks gutes Aussehen und sein Temperament auf ihn aufmerksam. Sie vermittelt ihm eine kleine Rolle, verspricht ihm, seine Karriere anzukurbeln, und überzeugt ihn, Kappy Kapstetter als Manager einzustellen, der auch bald einen Hollywood-Vertrag mit dem Produzenten Kenneth H. Regan aushandeln kann. Frank kommt in eine Welt der Extravaganz und der Publicitysucht. Er sucht seinen Freund Hymie auf, der für ihn die Public Relations übernehmen soll. Außerdem will er sich über Laurel informieren. Hymie teilt ihm mit, dass er Laurel geheiratet habe, sie aber gestorben sei.
Franks Anerkennung wird immer größer. Er kann Kay Bergdahl als Kostüm-Designerin im Produktionsstudio unterbringen. In Tijuana heiraten die beiden. Franks Auftreten hat ihm zahlreiche Gegner beschert, zudem wurde sein letzter Auftritt von der Kritik verrissen. Der Produzent Regan lässt ihn fallen. Kapstetter bringt Frank im Pilotfilm einer TV-Serie unter. Doch als Frank von seiner Oscarnominierung erfährt, verlässt er die Dreharbeiten. Um die Sympathiewerte zu steigern, engagiert Frank den Privatdetektiv Barney Yale, der die Geschichte seiner irrtümlichen Verhaftung in der Presse lancieren soll. Doch Yale versucht, Frank zu erpressen.
Frank geht allein zur Oscar-Zeremonie. Gastgeber ist Bob Hope. Der Oscargewinner wird von Merle Oberon verlesen. Frank ist erschüttert, als Frank Sinatra den Preis erhält.

## Kritiken
„Kolportage in glänzender Verpackung; die Kritik an Hollywood ist lediglich aufgesetzt.“

„Realitätsferne, teils sentimentale, teils hysterische Bestseller-Verfilmung, die weit von einer Selbstdarstellung Hollywoods entfernt ist und ein unglaubwürdiges Märchen aus der Traumfabrik liefert.“

## Auszeichnungen
Oscarverleihung 1967
- Nominierung in der Kategorie Beste Farbausstattung für Hal Pereira, Arthur Lonergan, Robert R. Benton, James W. Payne
- Nominierung in der Kategorie Beste Kostüme (Farbe) für Edith Head

Golden Turkey Award
- Gewinner: Tony Bennett in der Kategorie Worst Performance by a Popular Singer (Die schlechteste Darstellung eines populären Sängers)

## Hintergrund
Neben Bob Hope und Merle Oberon hatten auch weitere Stars aus den verschiedenen Sparten einen Gastauftritt im Film, darunter die Kostüm-Designerin Edith Head, Ausstatter Hal Pereira, Ed Begley, Hedda Hopper, Frank Sinatra und auch dessen Tochter Nancy Sinatra. Frank Sinatras realer Oscargewinn fand im Jahr 1954 statt, er bekam den Oscar als bester Nebendarsteller für seine Rolle in Verdammt in alle Ewigkeit. Tony Bennett trat hier in seiner einzigen Kinorolle auf. Er ist ein bekannter Jazzsänger. Für diese Rolle wurde ihm der Golden Turkey Award für die schlechteste Darstellung eines populären Sängers verliehen. Für James Dunn war es der letzte Filmauftritt.
Regisseur Russell Rouse drehte danach nur noch einen weiteren Film, ebenso wie Kameramann Joseph Ruttenberg und Filmeditor Clarence W. Schaeffer. Für Co-Autor Harlan Ellison war es die erste Drehbucharbeit für einen Kinofilm. Ausstatter Hal Pereira wurde 24 mal für den Oscar nominiert, einmal gewann er ihn (1956 für Die tätowierte Rose). Für diesen Film erhielt er seine letzte Nominierung. Zwischen 1949 und 1978 wurde Kostüm-Designerin Edith Head 25 mal für den Oscar nominiert. Insgesamt konnte sie ihn achtmal gewinnen. Die Spezial-Effekte des Films stammen von Farciot Edouard. Orchesterleiter war Leo Shuken.